# Парламентские выборы в Монголии (2024)
Выборы в Великий государственный хурал Монголии состоялись 28 июня 2024 года. Число избранных парламентариев было увеличено с 76 до 126 после внесения поправки в конституцию в 2023 году.

## Предыстория
На парламентских выборах 2020 года «Монгольская народная партия» получила подавляющее большинство в 62 из 76 мест и сформировала правительство. Однако протесты в 2021 году, связанные с неудачами правительства в борьбе с пандемией COVID-19 в стране, привели к отставке премьер-министра Ухнаагийна Хурэлсуха и его кабинета. Легитимность правительства впоследствии была поставлена под сомнение во время протестов 2022 года после коррупционного скандала, связанного с хищением каменного угля на сумму около 12,9 миллиарда долларов.
В августе 2022 года Конституционный суд Монголии отменил часть 1 статьи 39 Конституции, в которой говорилось, что «премьер-министр и не более четырёх членов правительства могут быть членами Великого государственного хурала». На открытии весенней внеочередной сессии 2022 года председатель Великого Государственного Хурала Гомбожавын Занданшатар заявил: «В связи с этими изменениями считается, что существует необходимость обсудить и решить вопросы, связанные с численностью депутатов парламента, компетентностью исполнительной власти, контролем и балансом управления, а также развитием парламентской демократии путём создания Рабочей группы по национальному консенсусу и обсуждения способов решения этого вопроса».
31 мая 2023 года Великий Государственный Хурал принял поправку к Конституции, увеличив число депутатов с 76 до 126.

## Электоральная система
После принятия нового закона, выборы прошли по параллельной системе: 78 депутатов были избраны путём многократного голосования без права передачи в 13 многомандатных округах и 48 мест — по закрытому списку пропорционального представительства на национальном уровне с избирательным порогом в 4% для отдельных партий, 5% для двухпартийной коалиции и 7% для коалиций из трёх и более партий. Чтобы претендовать на пропорциональные места, партии и коалиции также должны были иметь кандидатов, баллотирующихся как минимум на половину мест в каждом округе. Партийные списки должны соответствовать системе «вертикальной паритетности», при этом общее соотношение полов кандидатов от партии не должно быть больше 70:30 или меньше 30:70. Для того чтобы результат в округе считался действительным, требовалась явка избирателей не менее 50%, в противном случае для этого округа необходимо было бы провести дополнительный тур голосования.

## Ход кампании

### Убийство оппозиционера
16 июня был избит до смерти член «Демократической партии» и губернатор города Сант Б. Баянмункх. Установлено, что преступником был агитатор кандидата от «Монгольской народной партии» (МНП) по 1-му избирательному округу Гурсэдийн Сайханбаяра. В ответ МНП приняла решение снять кандидатуру Сайханбаяра. Однако Генеральная избирательная комиссия (ГИК) заявила, что кандидат не может быть отозван после того, как он был зарегистрирован, ему выдано удостоверение личности и его имя внесено в избирательный бюллетень. Г.Сайханбаяр также заявил, что продолжит агитацию и участие в выборах.

## Опросы общественного мнения
| Опрос провёл     | Даты                      | Выборка (чел.)     | МНП                | ДП                      | МНРП               | ТНП                | НК                 | Другие             | Независимые        | Нет                | Не определились Нет ответа Не знают |   |      |      |      |   |      |       |
| ---------------- | ------------------------- | ------------------ | ------------------ | ----------------------- | ------------------ | ------------------ | ------------------ | ------------------ | ------------------ | ------------------ | ----------------------------------- | - | ---- | ---- | ---- | - | ---- | ----- |
| Опрос провёл     | Даты                      | Выборка (чел.)     | Sant Maral         | 23 апреля – 19 мая 2024 | 1 000              | 25,1%              | 20,5%              | Другие             | Независимые        | Нет                | Не определились Нет ответа Не знают | – | 5,2% | 0,9% | 9,7% | – | 4,5% | 34,1% |
| MEC Barometer    | 3 – 10 апреля 2024        | 980                | 22%                | 17%                     | –                  | 10%                | 6%                 | 15%                | –                  | –                  | 30%                                 |   |      |      |      |   |      |       |
| Sant Maral       | 18 марта – 16 апреля 2023 | 1 000              | 13,6%              | 10,7%                   | –                  | 2,3%               | –                  | 1,4%               | –                  | 6,7%               | 65,3%                               |   |      |      |      |   |      |       |
| Sant Maral       | 3 мая – 10 июня 2022      | 1 200              | 21,4%              | 10,2%                   | –                  | 3,1%               | –                  | 0,3%               | –                  | 3,7%               | 61,4%                               |   |      |      |      |   |      |       |
|                  | 28 мая 2021               | Слияние МНП и МНРП | Слияние МНП и МНРП | Слияние МНП и МНРП      | Слияние МНП и МНРП | Слияние МНП и МНРП | Слияние МНП и МНРП | Слияние МНП и МНРП | Слияние МНП и МНРП | Слияние МНП и МНРП | Слияние МНП и МНРП                  |   |      |      |      |   |      |       |
| Sant Maral       | 1 – 16 апреля 2021        | 1 210              | 20,7%              | 9,7%                    | 2,4%               | 3,6%               | –                  | 0,5%               | 0,2%               | 4,4%               | 58,4%                               |   |      |      |      |   |      |       |
| Выборы 2020 года | 24 июня 2020              | –                  | 44,9%              | 24,5%                   | 8,1%               | 5,2%               | –                  | 8,5%               | 8,7%               | –                  | –                                   |   |      |      |      |   |      |       |

## Результаты
|                                                      |                                                     |                      |                      |                      |            |            |            |            |           |
| Партия                                               | Партия                                              | По партийным спискам | По партийным спискам | По партийным спискам | По округам | По округам | По округам | Всего мест | Изменение |
| Партия                                               | Партия                                              | Голосов              | %                    | Мест                 | Голосов    | %          | Мест       | Всего мест | Изменение |
|                                                      | Монгольская народная партия                         | 509 482              | 35,01                | 18                   | 3 619 950  | 38,65      | 50         | 68         | ▲6        |
|                                                      | Демократическая партия                              | 438 506              | 30,13                | 16                   | 3 135 988  | 33,38      | 26         | 42         | ▲31       |
|                                                      | Трудовая национальная партия                        | 151 111              | 10,38                | 6                    | 636 648    | 6,80       | 2          | 8          | ▲7        |
|                                                      | Национальная коалиция                               | 75 196               | 5,17                 | 4                    | 291 166    | 3,11       | 0          | 4          | новая     |
|                                                      | Гражданская воля – Партия зелёных                   | 73 006               | 5,02                 | 4                    | 269 582    | 2,88       | 0          | 4          | ▲4        |
|                                                      | Новая объединённая коалиция                         | 69 682               | 4,79                 | 0                    | 255 871    | 2,73       | 0          | 0          | ▬         |
|                                                      | Партия правды и правых                              | 40 783               | 2,80                 | 0                    | 208 717    | 2,23       | 0          | 0          | ▬         |
|                                                      | Партия гражданского движения                        | 20 443               | 1,40                 | 0                    | 153 624    | 1,64       | 0          | 0          | ▬         |
|                                                      | Монгольская республиканская партия                  | 19 635               | 1,35                 | 0                    | 116 561    | 1,24       | 0          | 0          | ▬         |
|                                                      | Партия гражданского единства                        | 13 733               | 0,94                 | 0                    | 86 083     | 0,92       | 0          | 0          | ▬         |
|                                                      | Партия народной власти                              | 10 614               | 0,73                 | 0                    | 106 688    | 1,14       | 0          | 0          | ▬         |
|                                                      | Объединённая партия хороших демократических граждан | 6 104                | 0,42                 | 0                    | 42 961     | 0,46       | 0          | 0          | ▬         |
|                                                      | Отчизна                                             | 5 621                | 0,39                 | 0                    | 52 803     | 0,56       | 0          | 0          | ▬         |
|                                                      | Партия свободы                                      | 4 738                | 0,33                 | 0                    | 45 730     | 0,49       | 0          | 0          | ▬         |
|                                                      | Партия управления народного большинства             | 3 619                | 0,25                 | 0                    | 30 760     | 0,33       | 0          | 0          | ▬         |
|                                                      | За монгольскую партию народа                        | 3 461                | 0,24                 | 0                    | 35 183     | 0,38       | 0          | 0          | ▬         |
|                                                      | Монгольская либерально-демократическая партия       | 2 820                | 0,19                 | 0                    | 232        | 0,00       | 0          | 0          | ▬         |
|                                                      | Партия объединённых патриотов                       | 2 168                | 0,15                 | 0                    | 213        | 0,00       | 0          | 0          | ▬         |
|                                                      | Монгольская социал-демократическая партия           | 1 531                | 0,11                 | 0                    | 7 789      | 0,08       | 0          | 0          | ▬         |
|                                                      | Монгольская консервативная партия                   | 1 485                | 0,10                 | 0                    | 21 177     | 0,23       | 0          | 0          | ▬         |
|                                                      | Партия реализации свободы                           | 1 450                | 0,10                 | 0                    | 26 256     | 0,28       | 0          | 0          | ▬         |
| Общая информация                                     |                                                     |                      |                      |                      |            |            |            |            |           |
| Пустые и недействительные                            | Пустые и недействительные                           | 4 642                | 0,32                 |                      |            |            |            |            |           |
| Всего                                                | Всего                                               | 1 457 830            | 100                  | 48                   |            | 100        | 78         | 126        | ▲50       |
| Зарегистрировано избирателей/явка                    | Зарегистрировано избирателей/явка                   | 2 089 935            | 69,85                |                      | 2 089 935  |            |            |            |           |
| Источники: Ikon, Ikon, Великий государственный хурал |                                                     |                      |                      |                      |            |            |            |            |           |

## Последствия
Премьер-министр страны Лувсаннамсрайн Оюун-Эрдэнэ объявил рано утром 29 июня, что его «Монгольская народная партия» получила 68 мест, чего достаточно для простого большинства в Великом хурале. «Демократическая партия», несмотря на второе место, продемонстрировала самый большой рост в своей истории с момента основания партии к выборам 1996 года. Лувсаннамсрайн Оюун-Эрдэнэ также поблагодарил оппозицию за её сильное выступление, заявив, что это демонстрирует здоровье монгольской демократии и что «наличие разнообразных и противоположных мнений является сутью демократии».
Результат в 54% мест в парламенте, которые получила «Монгольская народная партия», являются худшим показателем партии со времён выборов 2012 года.
После коалиционных переговоров между МНП, ДП и ТНП в начале июля три партии сформировали совместное правительство. В состав вошли десять министров от «Монгольской народной партии», восемь министров от «Демократической партии» и два министра от «Трудовой национальной партии».